# Coatsburg
Coatsburg – wieś w USA, w stanie Illinois, w hrabstwie Adams. Według spisu z 2000, wioskę zamieszkuje 226 osób. W 2023 liczba mieszkańców spadła do 144 osób, a gęstość zaludnienia do 480 osób/km².

## Geografia
Wioska zajmuje powierzchnię 0,3 km², całość stanowi ląd.

## Demografia
Według spisu z 2000 roku wioskę zamieszkuje 226 osób skupionych w 88 gospodarstwach domowych, tworzących 63 rodzin. Gęstość zaludnienia wynosi 727,2 osoby/km². W wiosce znajdują się 101 budynki mieszkalne, a ich gęstość występowania wynosi 325 mieszkania/km². Wioskę zamieszkuje 98,23% ludności białej,0,88% ludności innej rasy, 0,88% ludności wywodzącej się z dwóch lub więcej ras. Hiszpanie lub Latynosi stanowią 3,98% populacji.
W wiosce jest 88 gospodarstw domowych, w których 36,4% stanowią dzieci poniżej 18 roku życia żyjących z rodzicami, 58% stanowią małżeństwa, 12,5% stanowią kobiety nie posiadające męża oraz 28,4% stanowią osoby samotne. 25% wszystkich gospodarstw domowych składa się z jednej osoby oraz 8% żyjących samotnie ma powyżej 65 roku życia. Średnia wielkość gospodarstwa domowego wynosi 2,57 osoby, natomiast rodziny 3,06 osoby. 
Przedział wiekowy kształtuje się następująco: 29,6% stanowią osoby poniżej 18 roku życia, 9,7% stanowią osoby pomiędzy 18 a 24 rokiem życia, 26,5% stanowią osoby pomiędzy 25 a 44 rokiem życia, 23,58% stanowią osoby pomiędzy 45 a 64 rokiem życia oraz 10,6% stanowią osoby powyżej 65 roku życia. Średni wiek wynosi 33 lat. Na każde 100 kobiet przypada 71,2 mężczyzn. Na każde 100 kobiet powyżej 18 roku życia przypada 72,8 mężczyzn.
Średni dochód dla gospodarstwa domowego wynosi 36 250 dolarów, a dla rodziny wynosi 41 042 dolarów. Dochody mężczyzn wynoszą średnio 32 250 dolarów, a kobiet 14 861 dolarów. Średni dochód na osobę w mieście wynosi 15 026 dolarów. Około 3,8% rodzin i 9% populacji miasta żyje poniżej minimum socjalnego, z czego 0% jest poniżej 18 roku życia i 8,3% powyżej 65 roku życia.